# Mihalj Kertes
Mihalj Kertes (v srbské cyrilici Михаљ Кертес, maďarsky Kertész Mihály, známý také pod přezdívkou Bracika, 29. srpna 1947, Bačka Palanka, Jugoslávie – 29. prosince 2022) byl jugoslávský a srbský politik, blízký spolupracovník Slobodana Miloševiće v první polovině 90. let. Po řadu let zastával pozici generálního ředitele cel Svazové republiky Jugoslávie.
Narodil se 29. srpna 1947 v Bačka Palance v SR Srbsko v Jugoslávii maďarskému otci Mihaljovi (maďarsky Mihály), krejčímu, a chorvatské matce Olze, ženě v domácnosti. Ve svém rodném městě navštěvoval základní a střední školu a také Vyšší školu managementu se zaměřením na sociální práci.
Kertes, který byl po profesi sociální pracovník, se do vysoké politiky zapojil během Protibyrokratické revoluce, kdy pomáhal organizovat protesty na podporu srbského předáka Miloševiće na území celé Vojvodiny. S těmito akcemi začal v Bačské Palance a později se rozšířily i do další měst. Mezi takové akce patřila i např. Jogurtová revoluce v Novém Sadě, která znamenala konec tehdejšího vedení autonomní oblasti. V roce 1994 se stal Kertes ředitelem jugoslávského celního úřadu, a v tomto postě působil až do roku 2000.
Po demonstraci říjnu 2000 byl nalezen jak pálí důkazy o nelegálních aktivitách režimu Slobodana Miloševiće a na krátkou dobu byl uvězněn. Poté byl osvobozen, nicméně celá řada obvinění a soudních procesů následovala v závěru první dekády 21. století. Mnohá z nich se týkaly zneužití vysoce postavené funkce, jako např. vyvádění peněz z Jugoslávie na Kypr, nebo financování Socialistické strany Srbska prostřednictvím peněz, vybraných z cel. Dále byl Kertes obviněn i z přestřelky na Ibarské magistrále, kdy v roce 1999 přišlo o život několik představitelů Srbského hnutí obnovy. V následujícím soudním procesu pak byl odsouzen na 6 let a 8 měsíců odnětí svobody. V roce 2014 byl odsouzen na tři roky odnětí svobody.
Byl ženatý a měl dvě děti. Zemřel 29. prosince 2022 ve věku 75 let v Bělehradě.